# Pakistan ai Giochi della XXI Olimpiade
Il Pakistan partecipò ai Giochi della XXI Olimpiade che si sono svolti a Montréal dal 17 luglio al 1º agosto 1976, con una delegazione di 24 atleti impegnati in 5 discipline per un totale di 9 competizioni. Portabandiera alla cerimonia di apertura fu Abdul Rashid, capitano della squadra di hockey su prato, alla sua terza Olimpiade.
Il bottino della squadra, alla sua ottava partecipazione ai Giochi estivi, fu di una medaglia di bronzo conquistata nel torneo di hockey, confermando la tradizione che voleva la squadra pakistana sul podio olimpico di questa disciplina da  Helsinki 1952.

## Medaglie
| Medaglia | Nome | Sport           | Evento          |
| -------- | --- | --------------- | --------------- |
| Bronzo   | Abdul Rashid Islahuddin Saleem Sherwani Qamar Zia Munawwaruz Zaman Manzoorul Hasan Arshad Mahmood Akhtar Rasool Iftikhar Syed Arshad Chaudhry Saleem Nazim Hanif Khan Shahnaz Sheikh Samiullah Khan Manzoor Hussain Mudassar Asghar | Hockey su prato | Torneo maschile |